# Spodnje Hlapje
Spodnje Hlapje – wieś w Słowenii, w gminie Pesnica. W 2018 roku liczyła 111 mieszkańców.